# Kenneth Geddes Wilson
Kenneth Geddes Wilson (Waltham, Massachusetts, 8. lipnja 1936. – Saco, Maine, 15. lipnja 2013.), američki teorijski fizičar. Studirao na Hardvardovu sveučilištu, doktorirao na Kalifornijskom tehnološkom institutu Caltech u [[Pasadeni|Pasadeni]]. Bio zaposlen na Sveučilištu Cornell u Ithaci (od 1963. do 1988.), te na Sveučilištu države Ohio (od 1988. do 2008.). Proučavao je pretvorbu (transformaciju) tvari, razvio teoriju kritičnih fenomena povezanih s faznim prijelazima. Godine 1982. dobio je Nobelovu nagradu za fiziku, za razvijanje općeg postupka pri stvaranju poboljšanih teorija transformacije materije kod kontinuiranoga prijelaza faza druge vrste.

## Fazni prijelazi
Fazni prijelazi su promjene stanja pojedine faze (elementarne, spoja, eutektičke smjese, peritektičkog spoja i slično) pri promjeni temperature. Razlikuju se fazni prijelazi I. vrste, kod kojih su u stanju ravnoteže slobodne entalpije u obje faze jednake po vrijednosti, ali se pritom entropija i volumen skokovito mijenjaju, i fazni prijelazi II. vrste, kod kojih se u stanju ravnoteže ne mijenjaju ni entalpija, ni entropija, ni volumen. U fazne prijelaze I. vrste spadaju na primjer taljenje, isparavanje i sublimacija, a u fazne prijelaze II. vrste prijelazi kod kojih na primjer tvari gube feromagnetička svojstva (Curiejeva temperatura), pojava supravodljivosti, procesi razlaganja i stvaranja međumetalnih spojeva u čvrstoj fazi i tako dalje.

### Agregatna stanja
Agregatno stanje je stanje tvari opisano kvalitativnim svojstvima koja ovise o temperaturi i tlaku. Agregatno stanje je stanje mnoštva molekula neke tvari. Na prvi pogled postoje 3 osnovna stanja u kojima se tvari pojavljuju: čvrsto (volumen i oblik gotovo stalni), tekuće (volumen stalan, bez određenog oblika) i plinovito (popunjava volumen posude u kojoj se nalazi). Većina tvari se, ovisno o uvjetima, može pojavljivati u svim trima stanjima. Tako voda, ovisno o tlaku i temperaturi, može biti, pored tekućega, i u čvrstom (led) i u plinovitom stanju (para) (fazni dijagram). S mikroskopskog stajališta agregatna stanja se mogu razlikovati prema uređenosti atoma odnosno molekula. Plinovito stanje odlikuje odsutnost bilo kakva reda dok kod kristala postoji uređenost duga dosega. Tekućine predstavljaju stanje između plinovitoga i kristaliničnoga; uređenost je ograničena dosega. Amorfne tvari (na primjer staklo), iako čvrste, imaju uređenost kratka dosega pa se mogu smatrati pothlađenim tekućinama odnosno tekućinama s vrlo velikom viskoznošću. Stanje označeno kao tekući kristal ima neke značajke kristala a neke tekućina, ali općenito ima posebna svojstva. Često se kao četvrto stanje promatra plazma (električki vodljivo sredstvo koje se sastoji od ioniziranih čestica). U posljednje se doba nakupine (grozdovi) atoma ili molekula, smatraju posebnim stanjem tvari, jer se ponašaju različito i od krutih tijela i od pojedinačnih atoma ili molekula.